# Caicó
Caicó, amtlich portugiesisch Município de Caicó, ist eine Gemeinde im Bundesstaat Rio Grande do Norte (Brasilien). Die Gemeinde hatte zum 1. Juli 2020 geschätzt 68.343 Einwohner, die Caicoenser (caicoenses) genannt werden. Es ist die siebtgrößte Stadt von 167 Munizips des Staates Rio Grande do Norte nach Einwohnern.
Der Ort befindet sich 256 km östlich von Natal. Die Gemeinde hat eine Fläche von rund 1228,6 km².

## Geschichte
Der Ort wurde 1788 gegründet. Am 15. Dezember 1868 wurde mit dem Gesetz Lei Provincial n.o 612 das Stadtrecht verliehen; der Ort hieß damals Cidade do Príncipe. 1890 wurde die Ortsbezeichnung Cidade do Seridó gewählt. Im gleichen Jahr fand die Umbenennung in die heutige Bezeichnung statt (abgeleitet von Queicuó = „Cuó – Fluß und Berg“).

## Bevölkerung
| Bevölkerungsverteilung          | Bevölkerungsverteilung |
| ------------------------------- | ---------------------- |
| Verwaltungseinheit              | Anzahl der Bewohner    |
| Distrikt                        | Zirkaangaben 2013      |
| Stadtgebiet                     | 64.796                 |
| Distrito de Laginhas            | 950                    |
| Distrito da Palma               | 400                    |
| Perímetro Irrigado Itans-Sabugi | 300                    |

## Innerstädtische Verwaltungsgliederung
| Divisão da Zona Urbana do Município de Caicó |
| Gemeindeteile (bairros) Zona Central - Centro - Acampamento - Penedo Zona Leste - Penedo - Nova Descoberta - Castelo Branco - Santa Costa - Canuto e Filhos - Jardim Satélite - IPE - Vila Altiva - Loteamento Graciosa - Maynard - Itans - Loteamento Santa Clara - Bento XVI - Loteamento Severiano Alves dos Santos Zona Norte - Boa Passagem - Vila do Príncipe - Recreio - Darcy Fonseca - Alto da Boa Vista - Samanaú - Salviano Santos - Nova Caicó - Loteamento Serrote Branco - Loteamento Serrote Branco II - Loteamento Serrote Branco III - Caicó Norte Shopping Zona Oeste - Barra Nova - Barra Nova II - João XXIII - Paulo VI - João Paulo II - Walfredo Gurgel - Adjunto Dias - Frei Damião - Casas Populares - Novo Horizonte Zona Sul - Paraíba - Soledade Distrikte (Distritos) - Laginhas - Palma - Perímetro Irrigado Itans-Sabugi |

## Politik und Religion
Präfekt ist Robson de Araújo des Partido da Social Democracia Brasileira (PSDB) mit der Amtszeit von 2017 bis 2020. Der Ort ist Bischofssitz (Bistum Caicó).